# Васильєв-Чечель Петро Гаврилович
Петро Гаврилович Васильєв-Чечель (25 червня 1870, Одеса — †17 лютого 1920, Румунське королівство) — генерал-майор Р. І. А. Начальник 1-ї козацько-стрілецької (Сірожупанної) дивізії та, згодом, військових шкіл Дієвої армії УНР.

## Життєпис

### У складі Російської імператорської армії
Закінчив 4-й Московський корпус, 3-тє військове Олександрівське училище (1892), вийшов прапорщиком до 15-го стрілецького полку (Одеса), у складі якого брав участь у поході на Далекий Схід у 1905 р. Закінчив Миколаївську академію Генерального штабу за 2-м розрядом. З 6 грудня 1910 р. — полковник.
Напередодні війни викладав в Одеському військовому училищі. У 1914 р. — командир 195-го піхотного Оровайського полку. З 4 березня 1915 р. — комендант штаб-квартири 11-ї армії. З 19 серпня 1915 р. — командир 52-го піхотного Віленського полку. З початку 1917 р. — начальник Одеського військового училища, генерал-майор. Був нагороджений Георгіївською зброєю (за бій 26, 27 та 29 серпня 1914 р.).
З осені 1917 р. — начальник 78-ї (українізованої) пішої дивізії. Під час наступу австро-угорських військ у лютому 1918 р. під Камянцем-Подільським потрапив у полон.

### На службі УНР
Полоненого Васильєва-Чечеля відправлено до табору військовополонених українців у Фрайштадті, де тоді почала формуватися 1-ша козацько-стрілецька (Сірожупанна) дивізія.
Згодом виїхав до Києва. З 1 жовтня 1918 р. до 18 листопада 1918 р — начальник 1-ї козацько-стрілецької (Сірожупанної) дивізії Армії Української Держави, згодом — начальник Полтавської пішої юнацької школи.
З березня 1919 р. — начальник Спільної юнацької школи у Камянці-Подільському (згодом — у Луцьку), що формувалася з решток Чугуївської, Полтавської, 2-ї Київської піших юнацьких, Київської гарматної та Інструкторської шкіл. 16 травня 1919 р. разом зі складом школи потрапив у Луцьку до польського полону.

### У Добровольчій армії
У вересні 1919 р. повернувся з полону, але одразу перейшов до Збройних Сил Півдня Росії.
Від 13 вересня 1919 року в резерві чинів військ Новоросійської області. Начальник гарнізону м. Овідіополь, Одеської повіту, Херсонської губернії (грудень 1919 — 08 лютого 1920).
Командир Овідіопольського загону військ Новоросійської області (08 лютого — 17 лютого 1920). До складу загону увійшли залишки гарнізону Одеси та інші частини ЗСПР, що раніше відступили до міста, а також загони добровольців полковника Стесселя і генерала Мартинова, сформовані в Одесі для захисту міста від більшовиків. До його загону приєднались представники цивільних установ, поранені, сім'ї офіцерів, іноземці та близько 600 кадетів Одеського кадетського корпусу (більшість з молодших класів). Всього коло 16 000 осіб, але з них здатних носити зброю було не більше 3000.
Загін відступав до румунського кордону, однак спроби перейти кордон зустрічали збройну відсіч румунських військ. Румуни не пустили до себе навіть колону кадетів, що прямувала до них по льоду через Дністер поблизу Аккерману, обстрілявши її артилерійським вогнем. Загін став пробиватися до Поділля, де була можливість з'єднатися з українськими чи польськими військами. З боями, без зупинок, загін дійшов до залізниці Роздільна-Тирасполь.
Вдруге спробували перейти румунський кордон. Перейшовши 17 лютого 1920 Дністер, загін увійшов в молдавське село Раскойци. Румуни обстріляли село і змусили загін повернутися назад. Залишки загону (бл. 12 000 осіб), втративши сотні людей від атак червоної кінноти Г. І. Котовського, загороджувального вогню румунських військ і мародерів з місцевих жителів, капітулювали. Васильєв-Чечель покінчив із собою 4 лютого 1920 року поблизу села Раскойци (нині Придністровська Молдавська Республіка). Разом з ним покінчили з собою багато офіцерів, віддавши перевагу смерті над полоном.